# Москалёва, Анастасия Игоревна
Анастаси́я И́горевна Москалёва (; род. 20 апреля 1994, Дмитров, Московская область) — российская кёрлингистка.
В «классическом» кёрлинге (команда из 4 человек одного пола) играет в основном на позиции третьего.
Игрок смешанной парной сборной России на чемпионате мира среди смешанных пар 2018.
Мастер спорта России международного класса (кёрлинг, 2019).

## Достижения
- Чемпионат России по кёрлингу среди женщин: бронза (2020)
- Кубок России по кёрлингу среди женщин: золото (2012).
- Чемпионат мира по кёрлингу среди смешанных команд: бронза (2018).
- Чемпионат России по кёрлингу среди смешанных команд: золото (2022, 2023), серебро (2019, 2020), бронза (2012, 2013).
- Кубок России по кёрлингу среди смешанных команд: золото (2024), бронза (2019).
- Чемпионат России по кёрлингу среди смешанных пар: золото (2018, 2019, 2020, 2022), серебро (2021).
- Кубок России по кёрлингу среди смешанных пар: золото (2024).
- Чемпионат мира по кёрлингу среди юниоров: бронза (2014).

## Команды

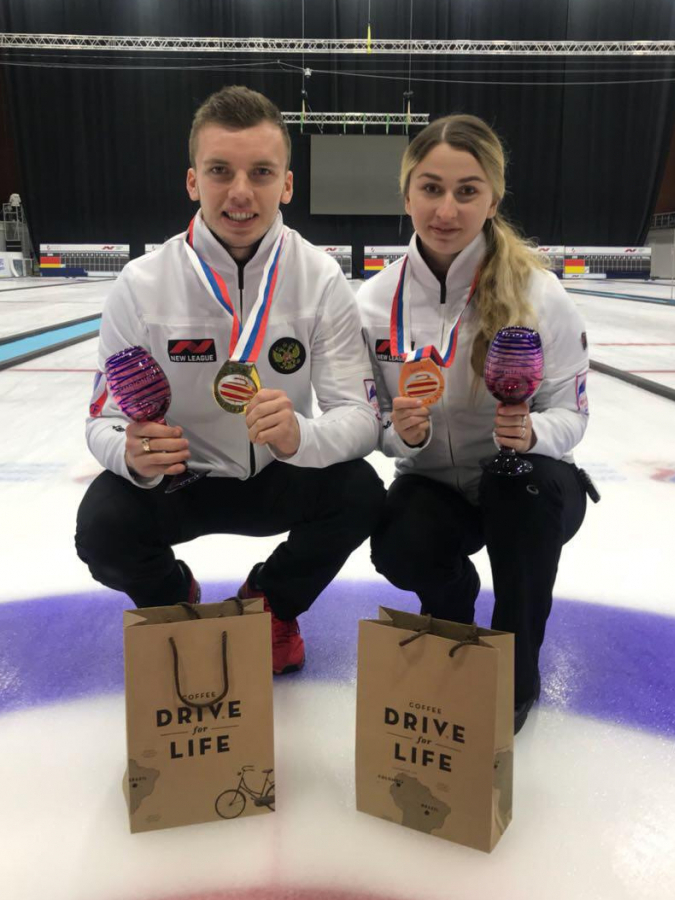
Александр Ерёмин, Анастасия Москалёва на международном турнире «International Mixed Doubles Sochi 2018» по кёрлингу в дисциплине дабл-микст

| Сезон                                               | Четвёртый           | Третий              | Второй              | Первый                | Запасной                                                              | Турниры                                                         |
| --------------------------------------------------- | ------------------- | ------------------- | ------------------- | --------------------- | --------------------------------------------------------------------- | --------------------------------------------------------------- |
| 2008—09                                             | Марина Калинина     | Анна Грецкая        | Анастасия Москалёва | Марина Веренич        | Ника Чередникова                                                      | ЧРЖ 2009 (15 место) (7 место гр. Б)                             |
| 2009—10                                             | Анастасия Москалёва | Марина Веренич      | Елена Ушакова       | Дарья Морозова        | Анна Ягодкина                                                         | ЧРЖ 2010 (13 место) (5 место гр. Б)                             |
| 2010—11                                             | Марина Калинина     | Анастасия Москалёва | Марина Веренич      | Дарья Морозова        | Марина Вдовина                                                        | КРЖ 2010 (14 место)                                             |
| 2010—11                                             | Марина Калинина     | Анастасия Москалёва | Марина Веренич      | Дарья Морозова        | Елена Ушакова                                                         | ЧРЖ 2011 (12 место) (4 место гр. Б)                             |
| 2011—12                                             | Анастасия Москалёва | Дарья Морозова      | Марина Веренич      | Марина Вдовина        | Марина Калинина                                                       | КРЖ 2011 (7 место)                                              |
| 2012—13                                             | Анастасия Москалёва | ?                   | ?                   | ?                     |                                                                       | КРЖ 2012                                                        |
| 2013—14                                             | Анастасия Москалёва | Марина Веренич      | Дарья Морозова      | Ольга Котельникова    |                                                                       | КРЖ 2013 (4 место)                                              |
| 2013—14                                             | Юлия Портунова      | Алина Ковалёва      | Ульяна Васильева    | Анастасия Брызгалова  | Анастасия Москалёва тренеры: Андерс Краупп, Ирина Колесникова         | ЧМЮ 2014                                                        |
| 2014—15                                             | Евгения Дёмкина     | Екатерина Кузьмина  | Ульяна Васильева    | Анастасия Москалёва   | Ирина Колесникова                                                     |                                                                 |
| 2014—15                                             | Ульяна Васильева    | Мария Бакшеева      | Екатерина Кузьмина  | Евгения Дёмкина       | Анастасия Москалёва тренер: Андерс Краупп                             | ЧМЮ 2015 (7 место)                                              |
| 2015—16                                             | Дарья Морозова      | Ольга Котельникова  | Анастасия Москалёва | Марина Вдовина        | Дарья Стёксова                                                        | ЧРЖ 2016 (6 место)                                              |
| 2016—17                                             | Дарья Морозова      | Анастасия Москалёва | Ксения Шевчук       | Ольга Котельникова    |                                                                       | КРЖ 2016 (11 место)                                             |
| 2016—17                                             | Дарья Морозова      | Анастасия Москалёва | Ольга Котельникова  | Дарья Стёксова        | тренер: Татьяна Лукина                                                | ЧРЖ 2017 (6 место)                                              |
| 2017—18                                             | Дарья Морозова      | Анастасия Москалёва | Ольга Котельникова  | Дарья Стёксова        | Александра Кардапольцева                                              | ЧРЖ 2018 (8 место)                                              |
| 2020—21                                             | Анастасия Москалёва | Ольга Котельникова  | Дарья Морозова      | Дарья Стёксова        | Дарья Панченко тренеры: Татьяна Лукина, Марина Веренич                | КРЖ 2020 (11 место)                                             |
| 2020—21                                             | Ольга Котельникова  | Анастасия Москалёва | Дарья Морозова      | Дарья Стёксова        | Дарья Панченко тренеры: Татьяна Лукина, Марина Веренич                | ЧРЖ 2020                                                        |
| 2020—21                                             | Ольга Котельникова  | Анастасия Москалёва | Дарья Морозова      | Дарья Стёксова        | Дарья Панченко тренеры: Татьяна Лукина, Марина Веренич                | ЧРЖ 2021 (5 место)                                              |
| 2021—22                                             | Ольга Котельникова  | Анастасия Москалёва | Дарья Морозова      | Дарья Стёксова        | Дарья Панченко тренеры: Татьяна Лукина, Марина Веренич                | КРЖ 2021 (11 место) ЧРЖ 2022 (10 место)                         |
| 2022—23                                             | Анастасия Москалёва | Дарья Морозова      | Ольга Котельникова  | Дарья Стёксова        | тренеры: Татьяна Лукина, Марина Веренич                               | КРЖ 2022 (11 место)                                             |
| 2022—23                                             | Анастасия Москалёва | Ольга Котельникова  | Полина Мосяга       | Алина Лёц             | тренеры: Татьяна Лукина, Марина Веренич                               | ЧРЖ 2023 (14 место)                                             |
| 2024—25                                             | Анастасия Москалёва | Дарья Морозова      | Анастасия Мищенко   | Александра Мельникова | Алина Лёц тренеры: В.Н Гудин, А.Д. Грецкая                            | КРЖ 2024 (10 место)                                             |
| 2024—25                                             | Влада Румянцева     | Анастасия Москалёва | Анастасия Мищенко   | Александра Мельникова | Дарья Морозова тренеры: Василий Гудин, А.Д. Грецкая                   | ЧРЖ 2025 (5 место)                                              |
| Кёрлинг среди смешанных команд (mixed curling)      |                     |                     |                     |                       |                                                                       |                                                                 |
| 2007—08                                             | Анна Грецкая        | Владислав Чернобаев | Е. Граненкова       | Дмитрий Степанов      | Анастасия Москалёва И. Игошин                                         | ЧРСК 2008 (16 место)                                            |
| 2008—09                                             | Анна Грецкая        | Владислав Чернобоев | Анастасия Москалёва | А. Савин              | Дмитрий Антипов, Марина Калинина тренер: А.Д. Грецкая                 | КРСК 2008 (9 место)                                             |
| 2008—09                                             | Владислав Чернобаев | Анна Грецкая        | Михаил Васьков      | Анастасия Москалёва   | тренер: Анна Грецкая                                                  | ЧРСК 2009 (11 место)                                            |
| 2009—10                                             | Владислав Чернобаев | Марина Калинина     | Михаил Васьков      | Анастасия Москалёва   | Владислав Снопов, Марина Веренич тренеры: А.Д. Грецкая, Д.Н. Степанов | КРСК 2009 (15 место)                                            |
| 2010—11                                             | Владислав Чернобаев | Марина Калинина     | Михаил Васьков      | Анастасия Москалёва   | Александр Коршунов, Марина Веренич                                    | КРСК 2010 (5 место)                                             |
| 2010—11                                             | Михаил Васьков      | Анастасия Москалёва | Александр Коршунов  | Марина Веренич        | Алексей Куликов                                                       | ЧРСК 2011 (7 место)                                             |
| 2011—12                                             | Михаил Васьков      | Анастасия Москалёва | Александр Коршунов  | Марина Веренич        | тренер: Анна Грецкая (ЗЮОИ)                                           | ЗЮОИ 2012 (11 место) · ЧРСК 2012                                |
| 2012—13                                             | Михаил Васьков      | Анастасия Москалёва | Александр Коршунов  | Марина Веренич        |                                                                       | КРСК 2012 (9 место) · ЧРСК 2013                                 |
| 2013—14                                             | Михаил Васьков      | Анастасия Москалёва | Александр Коршунов  | Марина Веренич        |                                                                       | ЧРСК 2014 (11 место)                                            |
| 2014—15                                             | Михаил Васьков      | Анастасия Москалёва | Александр Коршунов  | Марина Веренич        |                                                                       | КРСК 2014 (11 место)                                            |
| 2014—15                                             | Василий Тележкин    | Анастасия Москалёва | ?                   | ?                     |                                                                       | ЧРСК 2015 (5 место)                                             |
| 2016—17                                             | Михаил Васьков      | Анастасия Москалёва | Алексей Куликов     | Дарья Стёксова        |                                                                       | ЧРСК 2017 (7 место)                                             |
| 2017—18                                             | Кирилл Савенков     | Анастасия Москалёва | Пётр Кузнецов       | Дарья Стёксова        |                                                                       | КРСК 2017 (9 место)                                             |
| 2017—18                                             | Анастасия Москалёва | Михаил Васьков      | Ольга Котельникова  | Алексей Куликов       |                                                                       | ЧРСК 2018 (9 место)                                             |
| 2018—19                                             | Александр Ерёмин    | Мария Комарова      | Даниил Горячев      | Анастасия Москалёва   | тренер: Василий Гудин                                                 | ЧМСК 2018                                                       |
| 2018—19                                             | Александр Ерёмин    | Анастасия Москалёва | Алексей Тузов       | Дарья Морозова        |                                                                       | ЧРСК 2019                                                       |
| 2019—20                                             | Александр Ерёмин    | Анастасия Москалёва | Алексей Тузов       | Дарья Морозова        | тренеры (ЧРСК): Т.А. Лукина, А.Д. Грецкая                             | КРСК 2019 · ЧРСК 2020                                           |
| 2019—20                                             | Александр Ерёмин    | Анастасия Москалёва | Даниил Горячев      | Дарья Морозова        | тренер: Василий Гудин                                                 | ЧМСК 2019 (9 место)                                             |
| 2021—22                                             | Михаил Васьков      | Анастасия Москалёва | Александр Ерёмин    | Дарья Морозова        | тренеры: Т.А. Лукина, А.Д. Грецкая                                    | ЧРСК 2022                                                       |
| 2022—23                                             | Михаил Васьков      | Анастасия Москалёва | Александр Ерёмин    | Дарья Морозова        | тренер: Татьяна Лукина                                                | КРСК 2022 (4 место)                                             |
| 2022—23                                             | Михаил Васьков      | Дарья Морозова      | Александр Ерёмин    | Анастасия Москалёва   | тренер: Татьяна Лукина                                                | ЧРСК 2023                                                       |
| 2023—24                                             | Кирилл Суровов      | Анастасия Москалёва | Алексей Филиппов    | Алина Лёц             | тренеры: Д.Н. Степанов, А.Д. Грецкая                                  | КРСК 2023 (11 место)                                            |
| 2023—24                                             | Алексей Стукальский | Анастасия Москалёва | Пётр Кузнецов       | Полина Мосяга         | тренер: Василий Гудин                                                 | ЧРСК 2024 (6 место)                                             |
| 2024—25                                             | Михаил Васьков      | Анастасия Москалёва | Кирилл Суровов      | Анастасия Мищенко     | тренер: А.Д. Грецкая                                                  | КРСК 2024                                                       |
| Кёрлинг среди смешанных пар (mixed doubles curling) |                     |                     |                     |                       |                                                                       |                                                                 |
| 2011—12                                             | Tsukasa Horigome    | Анастасия Москалёва |                     |                       |                                                                       | ЗЮОИ 2012 (5 место)                                             |
| 2012—13                                             | Михаил Васьков      | Анастасия Москалёва |                     |                       |                                                                       | КРСП 2012 (9 место)                                             |
| 2012—13                                             | Михаил Васьков      | Анастасия Москалёва |                     |                       |                                                                       | ЧРСП 2013 (5 место) КРСП 2013 (5—16 место)                      |
| 2013—14                                             | Михаил Васьков      | Анастасия Москалёва |                     |                       |                                                                       | ЧРСП 2014 (5 место)                                             |
| 2014—15                                             | Михаил Васьков      | Анастасия Москалёва |                     |                       |                                                                       | ЧРСП 2015 (9 место)                                             |
| 2015—16                                             | Александр Ерёмин    | Анастасия Москалёва |                     |                       |                                                                       | КРСП 2015 (6 место)                                             |
| 2015—16                                             | Алексей Тузов       | Анастасия Москалёва |                     |                       |                                                                       | ЧРСП 2016 (5 место)                                             |
| 2016—17                                             | Анастасия Москалёва | Дмитрий Антипов     |                     |                       |                                                                       | КРСП 2016 (5 место)                                             |
| 2016—17                                             | Анастасия Москалёва | Михаил Васьков      |                     |                       |                                                                       | ЧРСП 2017 (13 место)                                            |
| 2017—18                                             | Анастасия Москалёва | Кирилл Савенков     |                     |                       |                                                                       | КРСП 2017 (9 место)                                             |
| 2017—18                                             | Анастасия Москалёва | Александр Ерёмин    |                     |                       |                                                                       | ЧРСП 2018                                                       |
| 2018—19                                             | Анастасия Москалёва | Александр Ерёмин    |                     |                       | тренеры: Василий Гудин (ЧР, КМ, ЧМСП), Василий Собакин (ЧМСП)         | КМ 2018/19 (2 этап) (7 место) · ЧРСП 2019 · ЧМСП 2019 (5 место) |
| 2019—20                                             | Анастасия Москалёва | Александр Ерёмин    |                     |                       |                                                                       | ЧРСП 2020                                                       |
| 2020—21                                             | Анастасия Москалёва | Александр Ерёмин    |                     |                       | тренер: Василий Гудин (ЧМСП)                                          | ЧРСП 2021 · ЧМСП 2021 (11 место)                                |
| 2021—22                                             | Анастасия Москалёва | Александр Ерёмин    |                     |                       | тренеры: А.Д. Грецкая, Д.Н. Степанов                                  | ЧРСП 2022                                                       |
| 2022—23                                             | Анастасия Москалёва | Александр Ерёмин    |                     |                       | тренер: Т.А. Лукина                                                   | КРСП 2022 (7 место) ЧРСП 2023 (13 место)                        |
| 2023—24                                             | Анастасия Москалёва | Кирилл Суровов      |                     |                       | тренеры: Д.Н. Степанов, А.Д. Грецкая                                  | КРСП 2023 (5 место)                                             |
| 2023—24                                             | Анастасия Москалёва | Кирилл Суровов      |                     |                       | тренеры: В.Н. Гудин, А.Д. Грецкая                                     | ЧРСП 2024 (11 место)                                            |
| 2024—25                                             | Анастасия Москалёва | Кирилл Суровов      |                     |                       | тренеры (ЧРСП): В.Н. Гудин, А.Д. Грецкая                              | КРСП 2024 · ЧРСП 2025 (10 место)                                |

(скипы выделены полужирным шрифтом)